# Ricci-Bourguignon-Soliton
In der Mathematik ist ein Ricci-Bourguignon-Soliton eine selbstähnliche Lösung des Ricci-Bourguignon-Flusses.
Ein Ricci-Bourguignon-Fluss auf einer differenzierbaren Mannigfaltigkeit ist eine von einem Parameter {\displaystyle t\in (a,b)\subset \mathbb {R} } abhängende Familie Riemannscher Metriken {\displaystyle g(t)}, die der partiellen Differentialgleichung
{\displaystyle {\frac {\partial }{\partial t}}g(t)=-2(\operatorname {Ric} (t)-\rho R(t)g(t)),\quad t\in (a,b)}
genügt, wobei {\displaystyle Ric(t)} die Ricci-Krümmung und {\displaystyle R(t)} die Skalarkrümmung der Metrik {\displaystyle g(t)} bezeichnet und {\displaystyle \rho \in \mathbb {R} } eine gegebene Konstante ist. Für {\displaystyle \rho =0} erhält man den Ricci-Fluss.
Ricci-Bourguignon-Solitonen für eine gegebene Konstante {\displaystyle \rho \in \mathbb {R} } sind Riemannsche Metriken {\displaystyle g}, für die es ein Vektorfeld {\displaystyle X} gibt, so dass die Gleichung
{\displaystyle Ric+{\frac {1}{2}}{\mathcal {L}}_{X}g=\lambda g+\rho Rg}
mit einer weiteren Konstanten {\displaystyle \lambda \in \mathbb {R} } erfüllt ist. In Verallgemeinerung des Falls der Ricci-Solitonen entsprechen Ricci-Bourguignon-Solitonen selbstähnlichen Lösungen des Ricci-Bourguignon-Flusses.